# 尖突管巢蛛
尖突管巢蛛（学名：Clubiona acumina）为管巢蛛科管巢蛛属的动物。在中国大陆，分布于山西等地。该物种的模式产地在山西翼城。